# Diarthrodella chilensis
Diarthrodella chilensis is een eenoogkreeftjessoort uit de familie van de Paramesochridae. De wetenschappelijke naam van de soort is voor het eerst geldig gepubliceerd in 1985 door Mielke.